# Ville Sirén
Ville Sirén (* 11. Februar 1964 in Tampere) ist ein ehemaliger finnischer Eishockeyspieler, der in seiner aktiven Zeit von 1981 bis 1999 unter anderem für die Pittsburgh Penguins und Minnesota North Stars in der National Hockey League gespielt hat.  

## Karriere
Ville Sirén begann seine Karriere als Eishockeyspieler in seiner Heimatstadt im Nachwuchsbereich von Ilves Tampere, für dessen Profimannschaft er von 1982 bis 1985 in der SM-liiga aktiv war. Mit Ilves gewann er in der Saison 1984/85 zum ersten und einzigen Mal in seiner Laufbahn die Finnische Meisterschaft. In seiner Zeit bei Ilves wurde der Verteidiger zudem im NHL Entry Draft 1983 in der zweiten Runde als insgesamt 23. Spieler von den Hartford Whalers ausgewählt, für die er allerdings nie spielte. Am 16. November 1984 gab Hartford die Rechte am Finnen im Tausch für Pat Boutette an die Pittsburgh Penguins ab, für die er drei Jahre lang in der National Hockey League auf dem Eis stand, ehe er am 17. Dezember 1988 zusammen mit Steve Gotaas im Tausch für Gord Dineen und Scott Bjugstad an die Minnesota North Stars abgegeben wurde. Nach eineinhalb Jahren bei den Minnesota North Stars in der NHL kehrte Sirén im Sommer 1990 in seine finnische Heimat zurück, wo er einen Vertrag bei HPK Hämeenlinna aus der SM-liiga erhielt. Dort blieb er ebenso eine Spielzeit lang, wie anschließend bei dessen Ligarivalen und seinem Ex-Club Ilves Tampere. 
Von 1992 bis 1995 lief der Linksschütze in der schwedischen Elitserien für Luleå HF und VIK Västerås HK auf, wobei er in der Saison 1992/93 mit Luleå erst im Finale um die Meisterschaft Brynäs IF unterlag. Nachdem der ehemalige Nationalspieler die Saison 1995/96 beim EHC Olten in der Nationalliga B begonnen hatte, wechselte er kurz vor Saisonende zum SC Bern aus der Nationalliga A. Mit Bern, für die er insgesamt zwei Jahre lang auf dem Eis stand, gewann er in der Saison 1996/97 die Schweizer Meisterschaft. Die Saison 1997/98 beendete Sirén beim SG Cortina aus der italienischen Serie A, für die er allerdings nur zwei Spiele bestritt, in denen er ein Tor erzielte und zwei Vorlagen gab. Im Anschluss an die Saison 1998/99, in der er beim amtierenden finnischen Meister HIFK Helsinki unter Vertrag stand, beendete der zweifache Olympiateilnehmer im Alter von 35 Jahren seine Karriere.

### International
Für Finnland nahm Sirén an den Junioren-Weltmeisterschaften 1983 und 1984, sowie den Weltmeisterschaften 1985, 1991 und 1993 teil. Des Weiteren stand er im Aufgebot Finnlands bei den Olympischen Winterspielen 1984 in Sarajevo und 1992 in Albertville. 

## Erfolge und Auszeichnungen
- 1984 Silbermedaille bei der Junioren-Weltmeisterschaft
- 1985 Finnischer Meister mit Ilves Tampere
- 1992 SM-liiga Second All-Star Team
- 1993 Schwedischer Vizemeister mit Luleå HF
- 1997 Schweizer Meister mit dem SC Bern